# نوریکو شیباساکی
نوریکو شیباساکی (انگلیسی: Noriko Shibasaki؛ زادهٔ ۱۴ سپتامبر ۱۹۹۱) صداپیشه اهل ژاپن است. وی از سال ۲۰۱۳ میلادی تاکنون مشغول فعالیت بوده‌است.